# Brańczyce
Brańczyce (biał.  Бранчыцы; ros. Брянчицы) – wieś na Białorusi, w rejonie soligorskim obwodu mińskiego, około 11 km na północ od Soligorska.

## Historia
Były to dobra niegdyś Radziwiłłowskie, zostały nabyte w 1858 roku przez rodzinę Szpilewskich. W latach 60. XIX wieku Józefa Szpilewska, wychodząc za Edmunda Bułhaka (1833–1867), wniosła majątek do rodziny Bułhaków. Brańczyce, dobra liczące do 30 włók odziedziczył ich syn, Jerzy Bułhak, który tu zamieszkał.
Wieś magnacka położona była w końcu XVIII wieku w Księstwie Słuckim w powiecie nowogródzkim województwa nowogródzkiego. 
Po II rozbiorze Polski w 1793 roku Brańczyce, wcześniej należące do Księstwa Kopylsko-Słuckiego i powiatu słuckiego województwa nowogródzkiego Rzeczypospolitej, znalazły się na terenie powiatu słuckiego (ujezdu), wchodzącego w skład guberni mińskiej Imperium Rosyjskiego. Po ustabilizowaniu się granicy polsko-radzieckiej w 1921 roku wieś weszła w skład Białoruskiej Socjalistycznej Republiki Radzieckiej (ZSRR), od 1991 roku – na terenie Republiki Białorusi.
W 1820 roku (albo 1840) niejaki Bystram ufundował tu drewnianą cerkiew św. Jerzego. W latach 30. XX wieku cerkiew przystosowano na potrzeby lokalnego klubu. W latach 90. XX wieku świątynia została przeniesiona do agromiasteczka Hock i została przemianowana na cerkiew pod wezwaniem św. Paraskewy.
W 1895 roku wybudowano tu murowaną szkołę, której ruina stoi do dziś.

## Dawny dwór
Stary dom Szpilewskich spłonął w II połowie XIX wieku. W 1880 roku nieżonaty brat Józefy Szpilewskiej wybudował w tym samym miejscu, w północnej części wsi, nowy, modrzewiowy dwór. Był to skromny, parterowy dom, kryty gontowym czterospadowym dachem, z czterokolumnowym gankiem. Oba trójosiowe skrzydła tworzyły z kolumnadą jedną linię. Duży salon miał powierzchnię 90 m², jego największą ozdobą był obraz przedstawiający dziewczynę karmiącą gołębie pędzla Wilhelma Kotarbińskiego.
Ogród wokół domu zaprojektowany był przez warszawskiego ogrodnika Rypskiego. Na wprost domu, po drugiej stronie wielkiego trawnika wysadzanego różami, znajdowała się stylowa brama wjazdowa. W niewielkim lasku, oddalonym od domu o półtora kilometra, zbudowano murowaną kaplicę z grobami rodzinnymi. Wszystkie zabudowania dworu i kaplica zostały zniszczone
Majątek w Brańczycach jest opisany w 2. tomie Dziejów rezydencji na dawnych kresach Rzeczypospolitej Romana Aftanazego.